# Stefan Leleu
Stefan Leleu, né le 28 février 1970, est un joueur de football belge, qui évoluait comme défenseur central. Après avoir mis un terme à sa carrière en 2008, il devient entraîneur principal de son dernier club, le KSV Audenarde. Il a remporté la Coupe de Belgique avec Zulte Waregem en 2006.

## Carrière
Stefan Leleu commence sa carrière à Zottegem, où il joue deux ans, avant d'être repéré par le SK Sint-Niklaasse, alors en Division 2. En 1995, il rejoint le KV Courtrai, un club qui vise la montée en première division. C'est chose faite en 1998, grâce à une victoire lors du Tour final de deuxième division. Mais le retour au plus haut niveau est de courte durée pour Courtrai, le club est relégué en deuxième division en fin de saison. Sans Leleu, qui décide de rejoindre l'Antwerp, également en Division 2.
Avec le club anversois, Stefan Leleu remporte le titre de champion en 2000 et remonte en première division. Il reste au « Great Old » jusqu'en 2004, et la nouvelle culbute du club en Division 2. Il décide alors de quitter le club, pour une autre équipe de l'anti-chambre de l'élite, Zulte Waregem. Le club est champion un an plus tard et Leleu retrouve la Division 1 pour la troisième fois, avec trois clubs différents. Zulte-Waregem impressionne les observateurs et dès sa première saison en Jupiler Pro League, le club remporte la Coupe de Belgique 2006. Âgé de 36 ans, il découvre la compétition européenne avec son club, dont il est éliminé au stade des seizièmes de finale. À la fin de l'année civile, Leleu annonce qu'il mettra un terme à sa carrière professionnelle au terme de la saison. Il joue encore un an à Audenarde, en Division 3, avant d'en devenir l'entraîneur principal en juillet 2008. Après quatre saisons à son poste, il mène son équipe à la victoire lors du tour final de troisième division, synonyme de montée en Division 2 en mai 2012.

## Palmarès
- 1 fois vainqueur de la Coupe de Belgique en 2006 avec le SV Zulte Waregem.
- 2 fois champion de Belgique de Division 2 en 2000 avec l'Antwerp et en 2005 avec le SV Zulte Waregem.
- 1 fois vainqueur du Tour final de D2 en 1998 avec le KV Courtrai.

## Statistiques
| Saison                | Club                  | Championnat           | Championnat | Championnat | Coupe nationale | Coupe nationale | Coupe de la Ligue | Coupe de la Ligue | Supercoupe | Supercoupe | Compétition(s) continentale(s) | Compétition(s) continentale(s) | Compétition(s) continentale(s) | Total | Total |
| Saison                | Club                  | Division              | M.          | B.          | M.              | B.              | M.                | B.                | M.         | B.         | Comp.                          | M.                             | B.                             | M.    | B.    |
| 1992-1993             | SK Sint-Niklaasse     | Division 2            | 17          | 0           | 2               | 0               | 0                 | 0                 | 0          | 0          | -                              | 0                              | 0                              | 19    | 0     |
| 1993-1994             | SK Sint-Niklaasse     | Division 2            | 28          | 1           | 1               | 0               | 0                 | 0                 | 0          | 0          | -                              | 0                              | 0                              | 29    | 1     |
| 1994-1995             | SK Sint-Niklaasse     | Division 2            | 29          | 0           | 2               | 0               | 0                 | 0                 | 0          | 0          | -                              | 0                              | 0                              | 31    | 0     |
| Sous-total            | Sous-total            | Sous-total            | 74          | 1           | 5               | 0               | 0                 | 0                 | 0          | 0          | -                              | 0                              | 0                              | 79    | 1     |
| 1995-1996             | KV Courtrai           | Division 2            | 38          | 0           | 2               | 0               | 0                 | 0                 | 0          | 0          | -                              | 0                              | 0                              | 40    | 0     |
| 1996-1997             | KV Courtrai           | Division 2            | 30          | 0           | 4               | 0               | 0                 | 0                 | 0          | 0          | -                              | 0                              | 0                              | 34    | 0     |
| 1997-1998             | KV Courtrai           | Division 2            | 36          | 2           | 3               | 0               | 0                 | 0                 | 0          | 0          | -                              | 0                              | 0                              | 39    | 2     |
| 1998-1999             | KV Courtrai           | Division 1            | 30          | 0           | 3               | 0               | 1                 | 0                 | 0          | 0          | -                              | 0                              | 0                              | 34    | 0     |
| Sous-total            | Sous-total            | Sous-total            | 134         | 2           | 12              | 0               | 1                 | 0                 | 0          | 0          | -                              | 0                              | 0                              | 147   | 2     |
| 1999-2000             | R. Antwerp FC         | Division 2            | 33          | 0           | 4               | 0               | 1                 | 0                 | 0          | 0          | -                              | 0                              | 0                              | 38    | 0     |
| 2000-2001             | R. Antwerp FC         | Division 1            | 30          | 3           | 2               | 0               | 0                 | 0                 | 0          | 0          | -                              | 0                              | 0                              | 32    | 3     |
| 2001-2002             | R. Antwerp FC         | Division 1            | 29          | 1           | 2               | 1               | 0                 | 0                 | 0          | 0          | -                              | 0                              | 0                              | 31    | 2     |
| 2002-2003             | R. Antwerp FC         | Division 1            | 29          | 1           | 3               | 0               | 0                 | 0                 | 0          | 0          | -                              | 0                              | 0                              | 32    | 1     |
| 2003-2004             | R. Antwerp FC         | Division 1            | 21          | 0           | 1               | 0               | 0                 | 0                 | 0          | 0          | -                              | 0                              | 0                              | 22    | 0     |
| Sous-total            | Sous-total            | Sous-total            | 142         | 5           | 11              | 1               | 1                 | 0                 | 0          | 0          | -                              | 0                              | 0                              | 154   | 6     |
| 2004-2005             | SV Zulte Waregem      | Division 2            | 29          | 0           | 1               | 0               | 0                 | 0                 | 0          | 0          | -                              | 0                              | 0                              | 30    | 0     |
| 2005-2006             | SV Zulte Waregem      | Division 1            | 29          | 2           | 6               | 1               | 0                 | 0                 | 0          | 0          | -                              | 0                              | 0                              | 35    | 3     |
| 2006-2007             | SV Zulte Waregem      | Division 1            | 23          | 1           | 2               | 0               | 0                 | 0                 | 1          | 0          | C3                             | 5                              | 0                              | 31    | 1     |
| Sous-total            | Sous-total            | Sous-total            | 81          | 3           | 9               | 1               | 0                 | 0                 | 1          | 0          | -                              | 5                              | 0                              | 96    | 4     |
| 2007-2008             | KSV Audenarde         | Division 3            | 21          | 1           | 1               | 0               | 0                 | 0                 | 0          | 0          | -                              | 0                              | 0                              | 22    | 1     |
| Sous-total            | Sous-total            | Sous-total            | 21          | 1           | 1               | 0               | 0                 | 0                 | 0          | 0          | -                              | 0                              | 0                              | 22    | 1     |
| Total sur la carrière | Total sur la carrière | Total sur la carrière | 452         | 16          | 38              | 2               | 2                 | 0                 | 1          | 0          | -                              | 5                              | 0                              | 498   | 18    |